# Gare de Saint-Germain-des-Fossés
Gare de Saint-Germain-des-Fossés vasútállomás Franciaországban, Saint-Germain-des-Fossés településen.

## Vasútvonalak
Az állomást az alábbi vasútvonalak érintik:
- Moret–Lyon-vasútvonal
- Saint-Germain-des-Fossés-Nîmes-Courbessac-vasútvonal
- Saint-Germain-des-Fossés-Darsac-vasútvonal

## Kapcsolódó állomások
A vasútállomáshoz az alábbi állomások vannak a legközelebb:
- Gare de Varennes-sur-Allier (Gare de Moret - Veneux-les-Sablons, Moret–Lyon-vasútvonal)
- Gare de Gannat (Gare de Nîmes, Saint-Germain-des-Fossés-Nîmes-Courbessac-vasútvonal)
- Gare de Roanne (Lyon-Perrache pályaudvar, Moret–Lyon-vasútvonal)
- Gare de Vichy